# 1965: Their First Recordings
1965: Their First Recordings je EP britské rockové skupiny Pink Floyd. Písně na albu pochází z přelomu let 1964 a 1965, EP bylo vydáno v listopadu 2015.

## Historie
Jedná se o úplně první a nejstarší nahrávku skupiny Pink Floyd, respektive její předchůdkyně. Pořízena byla okolo Vánoc 1964, případně na začátku roku 1965, v době, kdy hudebníci hráli převážně pod názvem The Tea Set a jméno Pink Floyd teprve pomalu začínali občasně používat. Díky klávesistovi Richardu Wrightovi získali vůbec poprvé přístup do nahrávacího studia, konkrétně do studia firmy Decca v západním Hampsteadu (Decca Studios), kde natočili demonahrávku s několika písněmi. První den nahráli pouze kytary a bicí, nahrávky klávesy, zpěvu a dalších nástrojů byly pořízeny o několik dní později. Záznamy písní „Lucy Leave“ a „I'm a King Bee“ byly pořízeny také na několik acetátových disků, které poté skupina zasílala do klubů, když hledala možnosti vystoupení.
Album 1965: Their First Recordings tak shromažďuje nejstarší pořízené nahrávky Pink Floyd a je také jedinou nahrávkou, kde se skupinou hraje i původní druhý kytarista Rado Klose. V jedné písni účinkuje rovněž Juliette Gale, pozdější první Wrightova žena.
EP bylo vydáno 27. listopadu 2015 pouze ve speciální edici dvojice malých sedmipalcových gramofonových desek v omezeném počtu 1050 kusů (1000 pro prodej v EU, 50 propagačních) pravděpodobně kvůli prodloužení 50leté copyrightové lhůty. Na konci roku 2015 byla nahrávka několik dní k dispozici i na službě iTunes. EP s přebalem od Aubreyho Powella ze společnosti Hipgnosis obsahuje celkem šest písní, z toho pět původních – čtyři od Syda Barretta a jednu od Rogera Waterse. Album uzavírá coververze písně Slima Harpa.
Všech šest skladeb bylo v roce 2016 vydáno v rámci boxsetu The Early Years 1965–1972.

## Seznam skladeb
| Disk 1 | Disk 1      | Disk 1  | Disk 1 |
| Pořadí | Název       | Autor   | Délka  |
| ------ | ----------- | ------- | ------ |
| 1.     | Lucy Leave  | Barrett | 2:53   |
| 2.     | Double O Bo | Barrett | 3:25   |
| 3.     | Remember Me | Barrett | 2:45   |

| Disk 2         | Disk 2              | Disk 2         | Disk 2 |
| Pořadí         | Název               | Autor          | Délka  |
| -------------- | ------------------- | -------------- | ------ |
| 1.             | Walk with Me Sydney | Waters         | 3:11   |
| 2.             | Butterfly           | Barrett        | 2:59   |
| 3.             | I'm a King Bee      | Harpo          | 3:07   |
| Celková délka: | Celková délka:      | Celková délka: | 18:20  |

## Obsazení
- The Tea Set/Pink Floyd
  - Syd Barrett – zpěv, kytara
  - Rado Klose – kytara
  - Nick Mason – bicí
  - Roger Waters – baskytara, doprovodné vokály (v písni „Walk with Me Sydney“)
  - Richard Wright – klávesy
- Juliette Gale – doprovodné vokály (v písni „Walk with Me Sydney“)